# Operation Cedar Falls
Schlacht um Tua Hai (1960) – Schlacht um Ap Bac (1963) – Schlacht von Nam Dong (1964) – Tonkin-Zwischenfall (1964) – Operation Flaming Dart (1965) – Operation Rolling Thunder (1965–68) – Schlacht von Dong Xoai (1965) – Schlacht im Ia-Drang-Tal (1965) – Operation Crimp (1966) – Operation Hastings (1966) – Schlacht von Long Tan (1966) – Operation Attleboro (1966) – Operation Cedar Falls (1967) – Schlacht um Hügel 881 (1967) – Schlacht bei Dak To (1967) – Schlacht um Khe Sanh (1968) – Tet-Offensive (1968) – Schlacht um Huế (1968) – Operation Speedy Express (1968/69) – Operation Dewey Canyon (1969) – Schlacht am Hamburger Hill (1969) – Operation Menu (1969/70) – Operation Lam Son 719 (1971) – Schlacht um FSB Mary Ann (1971) – Schlacht um Quảng Trị (1972) – Operation Linebacker (1972) – Operation Linebacker II (1972) – Schlacht von Xuan Loc (1975) – Operation Frequent Wind (1975)

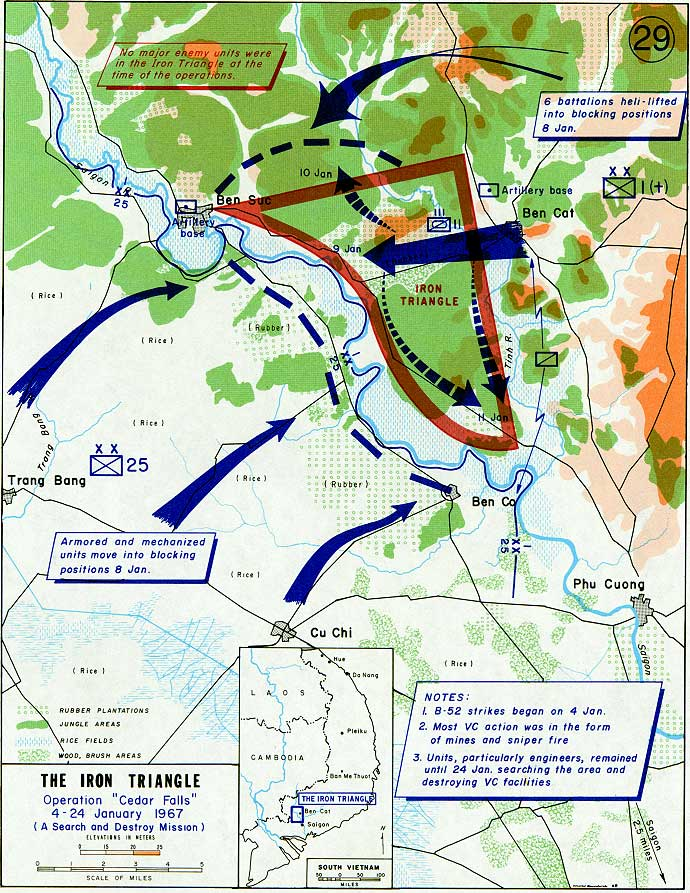
Operationskarte Cedar Falls

Die Operation Cedar Falls war eine Militäroperation während des Vietnamkriegs, ausgeführt hauptsächlich von US-Streitkräften. Das Ziel dieser massiven Search-and-Destroy-Operation war es, das sogenannte Eiserne Dreieck zu säubern, ein Gebiet, das der Vietcong zu einer Hochburg ausgebaut hatte und das nur zwanzig Kilometer von Saigon entfernt lag. Die Operation begann am 8. Januar 1967 und endete am 28. Januar 1967.
Operation Cedar Falls war die größte Einzelbodenoperation des Vietnamkriegs: Zwei Armeedivisionen, eine Infanterie- und eine Fallschirmjägerbrigade, so wie ein gepanzertes Kavallerieregiment nahmen daran teil; insgesamt waren 30.000 Soldaten der USA und Südvietnams darin involviert. Der Vietcong entschloss sich jedoch dazu, diesen massiven Militäraufmarsch zu meiden, indem er einerseits nach Kambodscha floh oder sich andererseits in einem komplexen, unterirdischen Tunnelsystem versteckte. Die alliierten Streitkräfte entdeckten und zerstörten jedenfalls einige der Tunnelanlagen sowie größere Mengen von Vietcong-Nachschubgütern. Im Verlauf der Operation wurden erstmals sogenannte Tunnelratten eingesetzt, um die Tunnelanlagen der Vietcong zu infiltrieren.
Mit dem Versuch, das Eiserne Dreieck permanent als Vietcong-Rückzugsraum zu zerstören, beinhaltete Operation Cedar Falls auch die komplette Deportation der Zivilbevölkerung in sogenannte „Neues-Leben“-Dörfer, die Zerstörung ihrer bisherigen Heimatdörfer und die komplette Entlaubung des Gebiets.
Die meisten Führungsoffiziere dieser Operation beurteilten sie später als Erfolg. Die meisten Journalisten und Militärhistoriker zeichneten jedoch ein düstereres Bild. Sie argumentierten damit, dass die Operation Cedar Falls ihr Hauptziel nicht erfüllen konnte, da sich der Rückzug des Vietcong aus dem Eisernen Dreieck nur als vorübergehend erwies. Darüber hinaus argumentieren die Kritiker, dass die harte Behandlung der Zivilbevölkerung moralisch fragwürdig war und sogar den Bemühungen der USA, die Köpfe und Herzen der Vietnamesen zu gewinnen, entgegen liefen, so dass einige zu den Vietcong überliefen. Deswegen betrachten manche Autoren die Operation Cedar Falls als ein Hauptbeispiel für die Fehlkonzeption der US-Strategie in Vietnam und ihre moralisch problematischen Konsequenzen.

## Hintergrund

### Das Eiserne Dreieck
Die Planung der Operation Cedar Falls entwickelte sich aus den weiteren Zielen des MACV (amerikanisches Oberkommando in Südvietnam), die es im Jahr 1967 formuliert hatte. Während der frühen Phase des Vietnamkrieges, in welcher die Zuführung großer US-Bodentruppen den Kollaps der südvietnamesischen Streitkräfte verhindert hatte und die Amerikaner ihre Streitkräfte aufbauten, plante der Oberkommandierende des MACV General William C. Westmoreland, noch im Jahr 1967 in die Offensive zu gehen. Im Speziellen plante er, die Vietcong-Hochburgen zu säubern und die kommunistischen Kräfte in die leichter bevölkerten Grenzgebiete Südvietnams abzudrängen, wo den US-Streitkräften ein stärkerer Einsatz ihrer schweren Waffen möglich wäre. Eine Region, die von den amerikanischen Militärplanern als Kriegszone C bezeichnet wurde, stellte dabei das Hauptgebiet kommunistischer Aktivitäten nördlich von Saigon dar. Auf General Westmorelands Befehl begann Lt. General Jonathan O. Seaman, kommandierender General der II Field Force, mit der Planung einer Operation namens Junction City und dem Ziel, dieses FLN-Gebiet auszulöschen. Da die Stärke von Gen. Seamans Streitkräften durch den laufenden Truppenausbau zunahm, schlug er vor, eine weitere Vietcong-Hochburg als Ziel hinzu zu nehmen, das Eiserne Dreieck. Das war der Spitzname für ein Gebiet von ca. 155 km² ca. 20 km nördlich von Saigon, eingegrenzt durch den Saigon-Fluss im Südwesten, den Than Dien-Wald im Norden und dem Song Thi Thinh-Fluss im Osten, wodurch es eine dreieckige Fläche aufwies. Seit dem zweiten Indochinakrieg war dieses Gebiet ein Hauptaufmarschgebiet und Rückzugsraum der Kommunisten, südvietnamesische Offizielle und Militärstreitkräfte hatten sich seit Jahren nicht mehr dorthin gewagt. Wegen der Lage des Eisernen Dreiecks, seiner Form und dem Brennpunkt der Vietcong-Aktivitäten dort wurde es auch als „ein Dolch, der auf das Herz von Saigon zielt“, bezeichnet. Westmoreland stimmte zu, und so wurde beschlossen, dass die Operation Cedar Falls der Operation Junction City vorangehen sollte.
Da frühere Versuche, das Eiserne Dreieck von Vietcong-Kräften zu säubern, fehlgeschlagen waren, hatte die Operation Cedar Falls nicht weniger als die komplette Auslöschung dieses Gebiets als Basis und Rückzugsraum für den Vietcong zum Ziel. Deswegen sollte die Operation Cedar Falls nicht nur einen Angriff auf reguläre Vietcong-Streitkräfte und ihre Infrastruktur beinhalten, sondern auch die Deportation der gesamten Zivilbevölkerung des Gebiets, die totale Zerstörung ihrer Häuser, die Entlaubung der Fläche und ihre Einstufung als spezielle Feuerzone, was bedeutete, dass jedes darin befindliche Individuum als dem Vietcong zugehörig betrachtet würde (sogenannte free-fire-Zone).

### Streitkräfte und Gelände
Die amerikanische Aufklärung wies darauf hin, dass sich das Hauptquartier des IV. FLN-Militärbezirks in diesem Gebiet befinden würde; dessen Zerstörung wurde zu einem Hauptziel der Operation Cedar Falls. Darüber hinaus wurden das 272. Regiment, das 1. und 7. Bataillon des IV. Militärbezirks unter Führung des 165. VietCong-Regiments plus drei Kompanien lokaler Streitkräfte, sowie das 2., 3. und 8. Bataillon des 165. Regiments im Eisernen Dreieck vermutet.
Um diese feindlichen Streitkräfte zu schlagen, organisierte das II Field Force die größte Bodenoperation der USA im Vietnamkrieg mit 30.000 teilnehmenden Soldaten, was dem Äquivalent von drei US-Divisionen entsprach. Die US-Streitkräfte bestanden aus der 1. und der 25. Infanteriedivision, der 196. Infanteriebrigade, der 173. Airborne Brigade und dem 11. gepanzerten Kavallerieregiment. Es war beabsichtigt, dass diese Einheiten die Hauptlast der Kämpfe tragen sollten, die südvietnamesischen Streitkräfte waren dazu vorgesehen, die Dörfer der Gegend zu durchsuchen, logistische Aufgaben durchzuführen und die Deportation der Zivilbevölkerung zu organisieren.
Wie schon oft während des Vietnamkriegs stellte das Operationsgelände ein ernsthaftes Problem für die Militärplaner dar. Tatsächlich war es dem Vietcong auch hauptsächlich deswegen gelungen, sich im Eisernen Dreieck zu etablieren, da die Geländegegebenheiten größeren Verbänden den Zugang erschwerten. Aus diesem Grund war ein weiteres Ziel der Operation Cedar Falls, das Gebiet zu entlauben und Bulldozer einzusetzen, um später einen leichteren Zugang zu diesem Gebiet zu gewährleisten.

### Schlachtplan
Operation Cedar Falls wurde als Hammer-und-Amboss-Operation geplant. Unter dem Deckmantel von Manövern, die routinemäßige Verlegungen vortäuschten, wurden die 25. Infanteriedivision und die 196. Infanteriebrigade westlich des Eisernen Dreiecks stationiert, eine Brigade der 1. Infanteriedivision ging östlich des Dreiecks in Stellung, während die restlichen Verbände als Hammer schnell durch das Gebiet ziehen und die Vietcong-Verbände vor sich her gegen die Ambosse treiben sollten. Dadurch sollte das Gebiet von feindlichen Truppen, Stützpunkten und Zivilisten gesäubert werden. Eine enge Einkesselung des Gebiets sollte kommunistischen Einheiten den Rückzug abschneiden.
Der Beginn der Operation Cedar Falls war für den 5. Januar 1967 vorgesehen, da die Wettervorhersage für diesen Tag am günstigsten war. Außerdem war die Operation in zwei Ausführungsphasen unterteilt. Während der Vorbereitungsphase I vom 5. bis 9. Januar wurde der Amboss in Position gebracht, indem die dafür vorgesehenen Einheiten ihre Stellungen westlich und östlich des Dreiecks einnahmen, außerdem wurde am 8. Januar ein Luftangriff auf Ben Suc, ein Dorf, dem eine Schlüsselposition in der Vietcong-Verteidigung zukam, durchgeführt. Diese sollte erfolgreich durch die Einkesselung des Gebiets abgeschlossen werden, bevor in Phase II ein konzentrierter Angriff der US-Streitkräfte (der Hammer) von Westen und Süden in das Dreieck stattfinden sollte.

## Die Schlacht

### Phase I
Beginnend mit dem 5. Januar bezogen die Amboss-Streitkräfte westlich (25. Infanteriedivision und 196. Infanterieregiment) und östlich (1. Infanteriedivision) des Eisernen Dreiecks ihre Positionen. Die restlichen Einheiten bezogen ihre Stellung, um den Hammer zu schwingen. Am D-Day (8. Januar 1967) führten Teile der 2. Brigade der 1. Infanteriedivision schließlich den geplanten Angriff auf das Dorf Ben Suc aus.
Ben Suc war die Hauptsäule der Vietcong-Herrschaft im Eisernen Dreieck. Dieses befestigte Dorf fungierte als Hauptnachschubbasis und politisches Zentrum, die Bevölkerung war als Hinterland-Serviceteams organisiert. Den Amerikanern gelang ein kompletter taktischer Überraschungsschlag, so dass sie das Dorf gegen nur leichten Widerstand umzingeln und einkesseln konnten. Danach wurde ein südvietnamesisches Bataillon eingeflogen, um das Dorf zu durchsuchen und die Bevölkerung zu verhören. Als Resultat dieser Aktion konnte ein komplexes Untergrund-Tunnel- und Lagersystem entdeckt werden, und große Mengen von Nachschubgütern wurden sichergestellt und später zerstört. Jedoch waren die alliierten Streitkräfte nur in der Lage, FLN-Militärs und Politiker von niedrigem Rang festzunehmen.
Nach der Durchsuchung des Dorfs wurden 106 Bewohner festgenommen, die restlichen Bewohner von Ben Suc und den umgebenden Dörfern, ca. 6000 Einwohner, davon zwei Drittel Kinder, wurden deportiert. Zusammen mit ihren Habseligkeiten und ihrem Vieh wurden sie mit LKWs, Flussbooten und Helikoptern in Umsiedelungslager gebracht. Nach der Deportation der Dorfbevölkerung wurde Ben Suc von amerikanischen Pionieren systematisch ausgelöscht, indem sie zuerst die Gebäude vollständig niederbrannten und dann Bulldozer benutzten, um die Überreste zusammen mit der umgebenden Vegetation dem Erdboden gleichzumachen. Anschließend wurde das Gebiet einem schweren Luftbombardement unterzogen, um Tunnels, die für Sprengteams zu tief unter der Erde lagen, zum Einsturz zu bringen.
General Bernard William Rogers, der während der Operation Cedar Falls als stellvertretender Divisionskommandeur der 1. Infanteriedivision fungierte, notierte, dass die Einwohner während der erzwungenen Evakuierung von Ben Suc so „menschlich wie möglich“ behandelt wurden, so wurde ihnen erlaubt, ihre Besitztümer und ihr Vieh mitzunehmen, außerdem wurden sie medizinisch versorgt. Jedoch gab er auch zu: „Es wurde erwartet, dass die Entwurzelung dieser Dörfler Widerstand hervorrufen würde und das tat es auch.“ Weiter beschrieb er „den Anblick der Einwohner von Ben Suc mit ihren Feldkarren, Hühnern, Schweinen und Reissäcken“ als „jämmerlich und erbarmenswert“. Darüber hinaus berichtete er von ernsten Schwierigkeiten bei der Übersiedlung der Einwohner in das Dorf Phu Loi. Er zitierte General Westmoreland, der dazu sagte: „Unglücklicherweise war die Übersiedelung nicht so gut organisiert und durchgeführt wie die Evakuierung. In den ersten paar Tagen durchlitten die Familien unnötige Mühsal.“ Journalist Jonathan Schell, der für The Newyorker einen ausführlichen Artikel zur Operation Cedar Falls schrieb, bestätigte diese Einschätzungen. Die südvietnamesischen Offiziellen, die mit der Übersiedelung der Dörfler beauftragt waren, erfuhren erst weniger als 24 Stunden vor der erzwungenen Evakuierung von ihrer Aufgabe, ein Flüchtlingscamp zu organisieren. Als Resultat waren die überraschten Einwohner von Phu Loi gezwungen, die Deportierten von Ben Suc vorübergehend in ihren ohnehin schon überfüllten Hütten einzuquartieren. Schell beschrieb außerdem die Deportierten als „Leute, die das Aussehen gesunder Dörfler verloren haben und nun den passiven, trübsinnig dreinblickenden, abwartenden Ausdruck Entwurzelter zeigen.“ Von Phu Loi wurden die Einwohner schließlich in sogenannte „New-Life“-Dörfer umgesiedelt. Obwohl nicht klar ist, in welches Dorf die Einwohner genau umgesiedelt wurden, so werden deren neue Lebensumstände in der Literatur zum Vietnamkrieg meist als trüb beschrieben. In seinem Buch über die amerikanische Beteiligung am Vietnamkrieg beschreibt Guenter Lewy die Mehrheit dieser Camps als „meist unter den Minimalstandards an Unterkünften, ökonomischer Lebensfähigkeit und Gelegenheiten zur Beschäftigung.“

### Phase II
Nachdem Phase I großteils abgeschlossen war, starteten die US-Streitkräfte Phase II. Nach schwerem Luftbombardement und Artilleriefeuer begannen Einheiten der 1. Infanteriedivision zusammen mit der 173. Airborne Brigade und dem 11. gepanzerten Kavallerieregiment ihren massiven Vorstoß in das Eiserne Dreieck, wobei sie das Gebiet zuerst in zwei Teile teilten und danach ganz nach den Wünschen von General Seaman eine gründliche Suche in den Gebieten, für die sie jeweils verantwortlich waren, durchführten. Währenddessen führten die 25. Infanteriedivision und die 196. Infanteriebrigade search-and-destroy-Operationen westlich des Saigon-Flusses durch, unter anderem wurde der Fluss mit Patrouillenbooten unpassierbar gemacht.
Der massive Militärschlag traf jedoch größtenteils auf Luft. Da die Vietcong entweder vorgewarnt wurden oder den Angriff vorausgesehen hatten, entschlossen sie sich, die alliierten Streitkräfte zu meiden, und flohen rechtzeitig entweder nach Kambodscha oder versteckten sich in dem weitläufigen Tunnelsystem. Das Ergebnis war, dass eine der größten Militäroperationen seit dem Koreakrieg und die größte Einzelbodenoperation des Vietnamkriegs gekennzeichnet war von kleinen Feuergefechten und anderen kleinen Geplänkeln anstatt von großflächigem Kampf. Die alliierten Streitkräfte waren tagsüber überwiegend mit gründlichem Suchen und Patrouillieren beschäftigt und nachts mit Hinterhalten; die Verluste waren meist Resultat von Scharfschützenfeuer, Minen oder Fallen.
Während die Absicht der alliierten Streitkräfte, namhafte Kontingente der FLN zu finden und zu zerschlagen, fehlschlug, so schafften sie es jedoch, Teile des Tunnelsystems aufzuspüren, wo sie große Mengen an Nachschub und Dokumenten des Vietcong sicherstellten. Um diese weitläufigen Tunnelkomplexe zu infiltrieren, benutzten die US-Truppen erstmals im Vietnamkrieg speziell dazu trainierte Teams, sogenannte Tunnelratten. Nachdem sie durchsucht worden waren, sprengte man die Tunnels meist mit einer Mischung aus Acetylengas und herkömmlichen Sprengladungen.
Ein gewichtiger Teil der Operation Cedar Falls waren großflächige Kampfpionierarbeiten und chemische Operationen. Gepanzerte Bulldozer (Tankdozer), Bulldozer und Planierraupen wurden zu sogenannten Dschungelsäuberungsaktionen verwendet, wobei im feindlichen Gebiet die Vegetation beseitigt wurde, um anschließend search-and-destroy-Operationen durchzuführen und feindliche Vorrichtungen zu zerstören. Chemikalien wurden verwendet, um Teile des Gebiets zu entlauben und Reispflanzen und -vorräte zu vergiften.

## Resultate und Nachwirkungen

### Verluste
Operation Cedar Falls wurde offiziell am 26. Januar 1967 beendet. Das amerikanische Militär behauptete, dass in ihrem Verlauf 750 Vietcong getötet, 280 gefangen genommen und 540 im Zuge sogenannter Chieu-Hoi-Programme (übersetzt: offene Arme) übergelaufen seien; zusätzlich wurden 512 Verdächtige verhaftet und ca. 6.000 deportiert. Darüber hinaus stellten die alliierten Streitkräfte 23 Mannschaftswaffen sicher sowie 590 Einzelwaffen, über 2.800 Sprengmittel, 60.000 Stück Munition für leichte Waffen und genug Reis, um 13.000 Mann für ein ganzes Jahr zu versorgen. Außerdem wurden große Mengen feindlicher Dokumente gefunden und ein massiver Komplex aus unterirdischen Tunneln, Bunkern und sonstigen Einrichtungen zerstört. Insgesamt wurden etwa 100 Bunker, 25 Tunnel und über 500 Gebäude zerstört. Schließlich, um der FLN in Zukunft keine Deckung mehr zu gewähren und das Eindringen in dieses Gebiet leichter zu machen, waren 11 km² Dschungel gerodet worden.
Im Vergleich dazu waren die Verluste der Alliierten gering. Bei den US-Streitkräften waren 72 Tote und 337 Verwundete zu verzeichnen, bei den Südvietnamesen 11 Tote und 8 Verwundete. Hinzu kamen 2 Panzer und 5 gepanzerte Mannschaftstransporter, die zerstört wurden und 3 Panzer, 9 gepanzerte Mannschaftstransporter, ein Tankdozer, zwei Jeeps und zwei leichte Beobachtungshubschrauber, die beschädigt wurden.

### Das Eiserne Dreieck nach dem Januar 1967
Die FLN erlitt zwar kurzfristig einen Rückschlag, ihre Mitglieder schafften es jedoch bald wieder, ihre Herrschaft über das Eiserne Dreieck zu etablieren. Bereits zwei Tage nach Beendigung der Operation drangen die ersten FLN-Streitkräfte wieder in das Gebiet ein, und innerhalb von zehn Tagen berichtete ein offizieller US-Bericht, dass das Gebiet „förmlich wuselt mit allem, was wie Vietcong aussieht“. Nur ein Jahr nach Beendigung der Operation benutzte die FLN das Gebiet als Vorbereitungsraum für ihre Tet-Offensive gegen Saigon im Jahr 1968. Zusätzlich hatte das schwere Bombardement und die Umsiedlung der Einwohner von Ben Suc schwere Verärgerung unter der südvietnamesischen Bevölkerung innerhalb und außerhalb des Eisernen Dreiecks verursacht. Nach der Beendigung von Operation Cedar Falls kehrte der Vietcong in ein Gebiet zurück, dessen Bevölkerung nun viel feindlicher gegenüber den Alliierten und viel freundlicher gegenüber dem Vietcong eingestellt war als vor der Operation. Zusammenfassend scheiterten die US- und südvietnamesischen Streitkräfte darin, das Eiserne Dreieck als Vietcong-Operationsbasis auszulöschen; tatsächlich hat die Operation die Lage wahrscheinlich sogar noch verschlimmert.

## Betrachtung
Die führenden US-Kommandeure während der Operation Cedar Falls waren überzeugt, dass sie ein Erfolg war. Laut General Rogers bezeichnete General Westmoreland sie als „sehr beeindruckend in ihrem Resultat“. General Seaman argumentierte, dass man damit die Offensivkraft des Feindes getroffen hatte. Weiter sagte er sogar voraus, dass die Verluste des Vietcong einen „schwerwiegenden psychologischen Einfluss“ auf die „Vietcong-beherrschte Bevölkerung“ hätte und dass diese nun „ihre relativen Fähigkeiten im Vergleich zu uns überdenken werde müssen.“ General William DePuy, der Kommandeur der 1. Infanteriedivision, notierte einen „kompletten Zusammenbruch des Selbstvertrauens und der Moral auf Seiten des Vietcong“ und nannte Cedar Falls „einen entscheidenden Wendepunkt auf dem Gebiet des III Korps, einen gewaltigen Schub für die Moral der südvietnamesischen Regierung und Armee und einen Schlag, von dem sich der Vietcong in diesem Gebiet nie mehr erholen wird.“
In der Literatur zum Vietnamkrieg wird Operation Cedar Falls deutlich negativer beurteilt. Philipp B. Davidson ist einer der wenigen, der es als Teil einer bedeutend breiteren Strategie sieht. Während er zugesteht, dass Cedar Falls einige seiner kurzfristigen Ziele nicht erreicht hat, erklärt er, dass es zusammen mit seiner Nachfolgeoperation Junction City günstige langfristige, strategische Auswirkungen gehabt hätte. So bedeutete es einen schweren Schlag für die Guerillataktik der FLN, da sie dadurch aus den dichter bevölkerten Gebieten zur kambodschanischen Grenze getrieben wurden. Diese Beurteilung wird auch von Shelby L. Stanton geteilt. Er sieht denselben Effekt wie Davidson, aber sieht eine genau verkehrte Auswirkung der amerikanischen Militärstrategie. Anstatt den Vietcong in eine verletzliche Position zu bringen, wie es vom MACV vorgesehen war, wurden sie zwar tatsächlich über die kambodschanische Grenze getrieben, dort waren sie jedoch außerhalb des alliierten Zugriffs und konnten sich zusammen mit der Nordvietnamesischen Armee eine Schutzzone, die immun gegen US-Attacken war, einrichten.
Die meisten Autoren fokussieren jedoch auf die kurzfristigen Resultate der Operation. Sie argumentieren, dass die Operation Cedar Falls trotz der beeindruckenden Statistiken an ihrem Primärziel scheiterte: Obwohl sie ein ernster Schlag für den Vietcong war, konnten die kommunistischen Kräfte schnell ihre dominante Position im Eisernen Dreieck zurückgewinnen. Darüber hinaus wären das schwere Bombardement und die Deportierung der 6.000 Zivilisten nicht nur moralisch fragwürdig, sondern auch militärisch kontraproduktiv gewesen. Obwohl sie aus komplett verschiedenen politischen Blickwinkeln schreiben, so stimmen die Autoren Stanley Karnow und Guenter Lewy dennoch darüber ein, dass die Deportationen der Operation Cedar Falls als Beispiel für die größere Militärstrategie, in deren Zuge noch mehrere Tausend andere umgesiedelt wurden, die Bevölkerung vom südvietnamesischen Regime und den verbündeten USA entfremdete.
Manche Autoren sehen in der Operation Cedar Falls ein Paradeexemplar darin, was sie eine fundamentale Missplanung der amerikanischen Militärbeteiligung in Südostasien nennen, die moralische Doppelbödigkeit und regelrechte Abscheulichkeiten verursachte; ein Autor zitiert die Operation sogar als Beispiel, wie man einen asymmetrischen Krieg keinesfalls führen darf.